# Taavetti (Luumäki)
Taavetti est une agglomération de la commune de Luumäki dans la région de Carélie du Sud en Finlande.

## Géographie
La ville la plus proche Lappeenranta est à 35 kilomètres. 
Hamina et Kouvola sont à 50 kilomètres.
La nationale 26 et la seututie 378 passent à Taavetti.

## Histoire
Taavetti s'est développé autour de la forteresse de Taavetti qui a été construite à la fin du XVIIIe siècle comme partie du dispositif de protection de Saint-Pétersbourg.